# Заводное
Заводное (укр. Заводне) — село на Украине, находится в Народичском районе Житомирской области.
Код КОАТУУ — 1823786008. До 25.04.2005 входило в состав упразднённого Голубиевичского сельского совета, имело код 1823782005. Население по переписи 2001 года составляет 0 человек. Почтовый индекс — 11450. Телефонный код — 4140. Занимает площадь 0,17 км².

## Адрес местного совета
11451, Житомирская область, Народичский р-н, с.Межилеска